# Farligt förflutet
Farligt förflutet är en svensk film från 2001.

## Handling
Stefan (Jens Hultén) är en man med kriminellt förflutet, men som numera är laglydig, som skall göra ett enkelt jobb, nämligen att hämta hem en väska från Tyskland. På en strippklubb träffar han strippan Elli (Cecilia Bergqvist)  och hjälper henne att fly till Sverige där hon får bo tillfälligt med Stefan och hans fru (Regina Lund).
När Stefan och Elli ska på fest hos Stefans uppdragsgivare, Chris (Fredrik Dolk), börjar Chris plötsligt skjuta mot Elli så hon och Stefan måste fly därifrån. Det visar sig att Chris har dödat delar av Ellis familj under sin tid som legosoldat och nu måste han döda henne också eftersom hon är ett vittne. Stefan måste skydda henne och samtidigt hjälpa henne att leta efter sin far.

## Skådespelare (urval)
- Jens Hultén - Stefan
- Cecilia Bergqvist - Elli
- Fredrik Dolk - Chris
- Regina Lund  - Marie
- Jan Kerbosch - Heinz
- Eva Mutvei - Claudia
- Catherine Hardenborg - Valeri
- Frederick Offrein - Erik Fäldt
- Mats Huddén - Göran
- Eva Snis - Carina